# Sophie Germain
Marie-Sophie Germain (Paris, 1 de abril de 1776 — Paris, 27 de junho de 1831) foi uma matemática, física e filósofa francesa com contribuições fundamentais à teoria dos números e à teoria da elasticidade. Marie-Sophie era autodidata, aprendendo com livros encontrados na biblioteca de seu pai, incluindo obras de Arquimedes. Marie-Sophie ganhou um prêmio da Academia Francesa de Ciências por sua tese na teoria da elasticidade, ramo onde foi pioneira. Por causa de seu sexo, entretanto, ela não pode ter uma carreira como pesquisadora em sua área. Em seu centenário, uma rua e uma escola para garotas foram nomeadas em sua homenagem. A Academia de Ciências em Paris anualmente presenteia o prêmio Prêmio Sophie Germain na área de matemática.

## Biografia

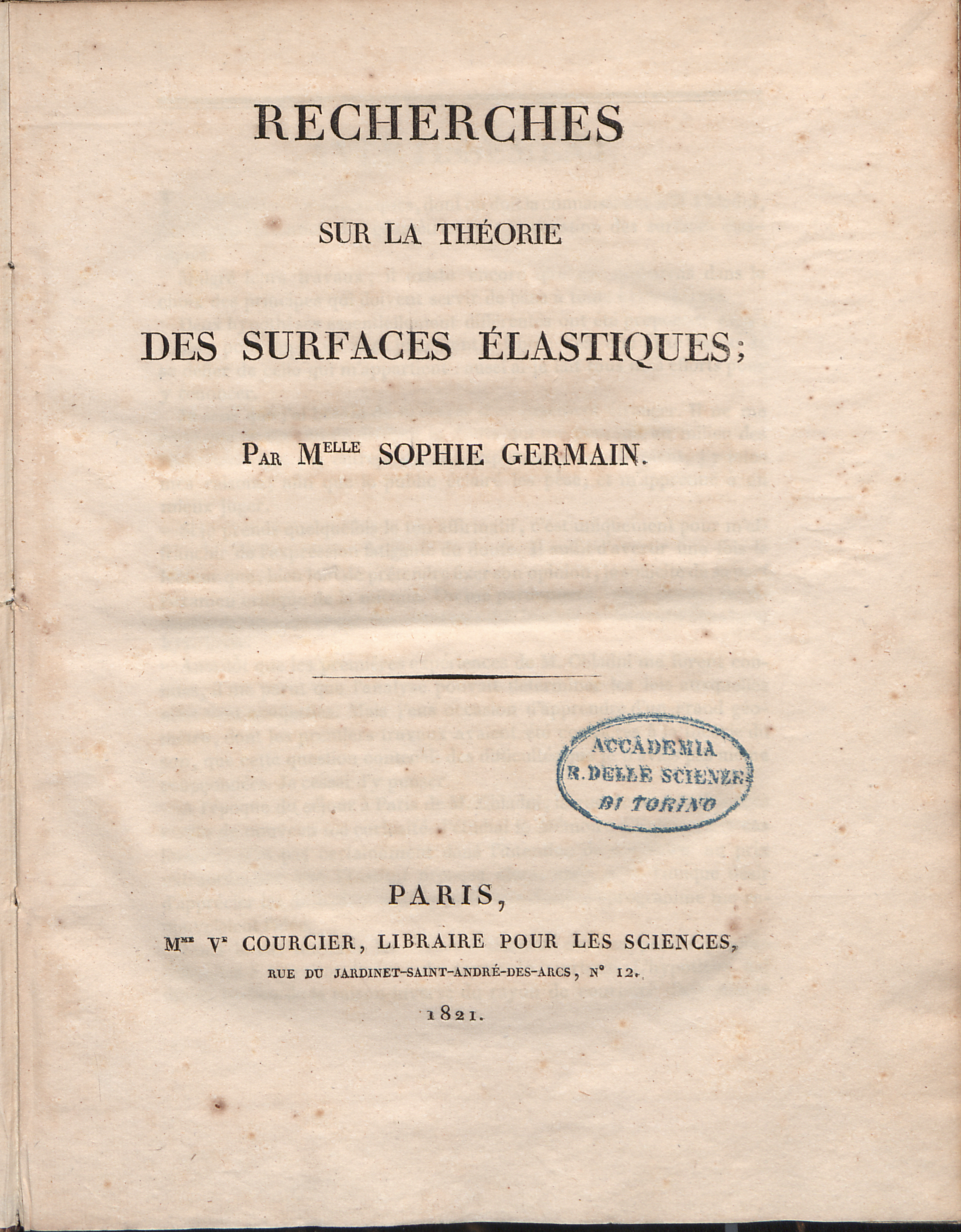
Récherches sur la théorie des surfaces élastiques, 1821

Sophie Germain era filha de um comerciante que, embora financeiramente bem-sucedido, não pertencia à aristocracia.
Ainda adolescente, pesquisando a biblioteca de seu pai, encontrou o livro História da Matemática, de Jean-Étienne Montucla. O livro continha a enorme relação das descobertas de Arquimedes. Imediatamente, pôs-se a estudar a teoria dos números, cálculos e os trabalhos de Leonhard Euler e Isaac Newton.
Nunca se casou, tendo tido sua carreira de pesquisadora financiada por seu pai.
Em 1794 foi fundada a Escola Politécnica de Paris, uma academia de excelência para a formação de matemáticos e cientistas de toda a nação, reservada exclusivamente para homens. Sem coragem para se propor ao conselho acadêmico, assumiu a identidade de um antigo aluno da academia, Monsieur Antoine-August Le Blanc. A administração acadêmica não sabia que o verdadeiro sr. Le Blanc tinha deixado Paris e continuou imprimindo e enviando suas lições, que ela interceptava, apresentando, semanalmente, suas respostas aos problemas sob seu pseudônimo. Dois meses depois, o supervisor do curso, Joseph-Louis Lagrange, surpreso pela transformação notável de um aluno medíocre, que agora apresentava soluções engenhosas aos mais variados problemas, requisitou um encontro com o aluno aparentemente reabilitado. Germain foi forçada a revelar sua identidade. Lagrange tornou-se seu mentor e amigo. Finalmente havia um professor que podia inspirá-la e com quem podia falar sobre suas ambições.
Aos vinte anos, interessada pela teoria dos números, e desejando discutir suas ideias com um teórico dos números, escreveu para Carl Friedrich Gauss, considerado o Príncipe dos Matemáticos. Embora já tivesse certa reputação em Paris, temendo não ser levada a sério por ser mulher, voltou ao pseudônimo, assinando suas cartas como Monsieur Le Blanc. Sua verdadeira identidade foi revelada quanto o imperador Napoleão, em 1806, invadiu a Prússia, o que levou Sophie Germain a solicitar ao general encarregado das tropas invasoras que garantisse a segurança de Gauss. Tendo tomado conhecimento de que devia sua vida a uma certa Mademoiselle Sophie Germain, perguntou quem era sua salvadora. Germain revelou sua verdadeira identidade. Longe de ficar aborrecido com o engano, Gauss escreveu-lhe dizendo de sua surpresa e satisfação por encontrar-se frente a um “inacreditável exemplo” de mulher matemática. E termina dizendo “... nada poderia provar-me, de maneira tão lisonjeira e inequívoca, que as atrações desta ciência que enriqueceu a minha vida com tantas alegrias não são uma quimera, quanto à predileção com que você me honrou”.

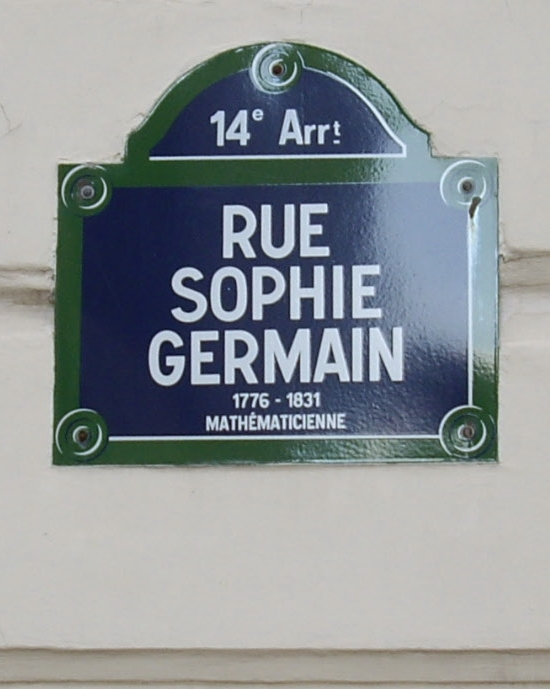
Placa da rua Sophie Germain no 14º arrondissement de Paris

A correspondência com Gauss inspirou muito o trabalho de Sophie Germain, mas em 1808 o seu relacionamento terminou abruptamente quando Gauss foi nomeado professor de astronomia na Universidade de Göttingen. Os seus interesses passaram da teoria dos números para a matemática aplicada. Sem seu mentor e confidente desinteressou-se e, um ano depois, abandonou a matemática pura.

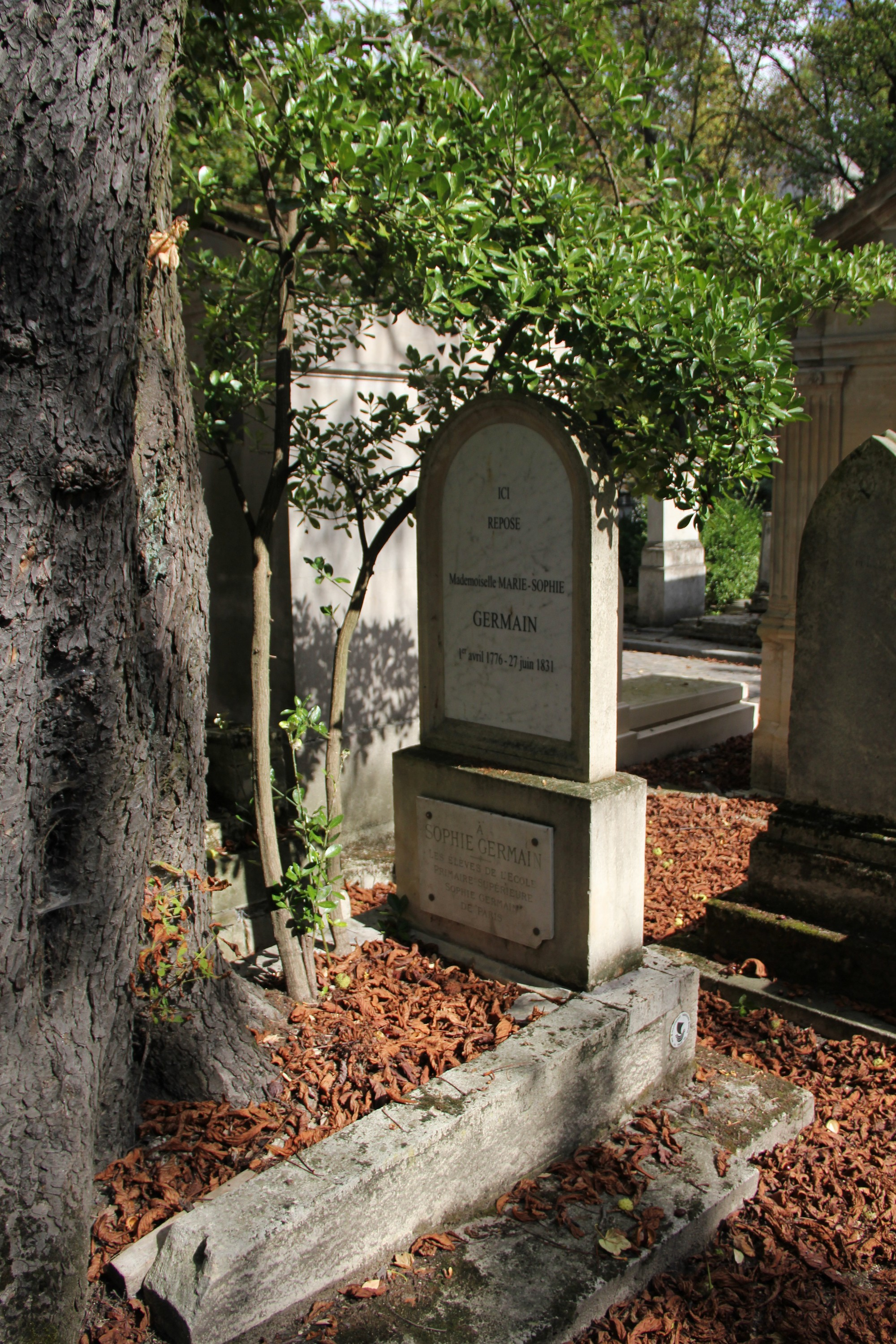
Sepultura no Cemitério do Père-Lachaise

Iniciou uma carreira na física, disciplina na qual, mais uma vez, tornar-se-ia brilhante, apenas prejudicada pelos preconceitos existentes. Fez importantes contribuições que firmaram os fundamentos para a moderna teoria da elasticidade. Como resultado de suas pesquisas com os números primos e seu trabalho com o Último Teorema de Fermat, ela recebeu uma medalha do Instituto de França e se tornou a primeira mulher que, não sendo a esposa de um membro, podia participar das conferências da Academia de Ciências.
Posteriormente, em seus últimos anos, refez o seu relacionamento com Carl Gauss, que convenceu a Universidade de Göttingen a premiá-la com um grau honorário. Antes que a universidade lhe tivesse concedido a honraria, Sophie Germain morreu de câncer no seio.
Embora tenha sido ela, provavelmente, uma das mulheres com maior capacidade intelectual que a França produziu, na notícia oficial de sua morte foi designada como uma rentière-annuitant (solteira sem profissão) – ao invés de matemática, além de ter sido omitido o seu nome da relação dos setenta e dois sábios cujas pesquisas contribuíram definitivamente para a construção da Torre Eiffel - quando os seus estudos para estabelecer a teoria da elasticidade foram fundamentais para a construção daquela torre.

## Lista de publicações
- 1821 — Recherches sur la théorie des surfaces élastiques.
- 1826 — Remarques sur la nature, les bornes et l’étendue de la question des surfaces élastiques, et équation générale de ces surfaces, Paris, imprimerie de Huzard-Courcier. Gallica
- 1828 — Discussion sur les principes de l’analyse employés dans la solution du problème des surfaces élastiques, dans « Annales de physique et de chimie ».
- 1831 — Note sur la manière dont se composent les valeurs de y et z dans l’équation 4 (xp-1)/(x-1) = y2 ± pz2, et celles de Y' et Z' dans l'équation 4 (xp2-1)/(x-1) = Y' 2 ± pZ' 2, article dans le Journal für die reine und angewandte Mathematik, Berlin, p. 201-204; DigiZeitschriften.
- 1831 — « Mémoire sur la courbure des surfaces élastiques », dans Journal für die reine und angewandte Mathematik, Berlin, p. 1–29 — Numérisation : DigiZeitschriften.
- 1833 (póstumo) —  (pref. obituário Guillaume Libri, impr. De Lachevardière), Armand-Jacques Lherbette,1833, 102 pág. (transcr., Wikisource; manusc. Sophie Germain, Gallica ; texto - Google).
- 1879 (póstumo) —  , Paul Ritty, col.  "Filosofia Moderna"1879; cana. Librairie de Firmin Didot et Cie, 1896 (online, - Wikisource). La table des matières contient:
  - Étude sur la vie et les œuvres de Sophie Germain, par H. Stupuy;
  - Considérations générales sur l’état des sciences;
  - Pensées diverses;
  - Correspondance. Este capítulo reproduz cartas trocadas com matemáticos: Carl Friedrich Gauss, Adrien-Marie Legendre, Siméon Denis Poisson, Joseph Fourier, Augustin Louis Cauchy.
  - Anexos (9 peças).
- Baldassarre Boncompagni-Ludovisi, Cinq lettres de Sophie Germain à Charles-Frédéric Gauss, 1880.